# Hästskotjärnen (Älvsby socken, Norrbotten)
Hästskotjärnen är en sjö i Älvsbyns kommun i Norrbotten och ingår i Piteälvens huvudavrinningsområde.